# Mansión de Cēre
La Mansión de Cēre (en letón: Cēres muižas pils; en alemán: Zehren) es una casa señorial en la parroquia de Cēres en el municipio de Tukums en la región histórica de Curlandia, en el occidente de Letonia.

## Historia
La Mansión de Cēre fue fundada en 1352 en el antiguo condado de Riga. Entre 1492 y 1658 las siguientes familias tuvieron posesión de la mansión: los von Altenbok, después los von Funk, von Rap, von Shilling, Heiking y von Han. Los últimos propietarios de la mansión entre 1883 y 1920 fue la familia von Knigge.
En la década de 1860 fue reconstruida la mansión de dos plantas. El proyecto de modernizar la mansión fue implementado por Theodore Zeiler, un arquitecto de Kurzeme. A principios del siglo XX la mansión tenía 1022 hectáreas de tierra, dos mansiones menores (Baltklavs y Lilija), un pub y 19 granjas. La mansión tenía un pub, una lechería, una fábrica de queso, un molino de viento y otro molino. A principios de 1919, durante la revolución bolchevique, el Comité Ejecutivo de la parroquia de Cēre operaba en la mansión. Su propietario, el barón Adam von Knigge tuvo que huir para escapar del arresto. Después, el edificio principal de la casa permaneció vacío.
Durante la reforma agraria de Letonia de la década de 1920 las tierras de la mansión fueron nacionalizada y divididas en granjas más pequeñas. La casa de la mansión fue cedida a la escuela parroquial de Cēre desde 1921 que opera desde entonces. El edificio fue reconstruido en 1940 y 1941 a expensa de la parroquia. En el centro de la mansión hubo también una oficina de correos, una central telefónica, la compañía lechera de Cēre y la cooperativa de pequeños granjeros entre otros servicios.
Desde el otoño de 1944 hasta el fin de la guerra, hubo un hospital militar alemán en la antigua mansión. La escuela primaria de Cēre todavía se localiza en la mansión. Hay un pequeño museo en la escuela.